# باب الهوى (بوابة)

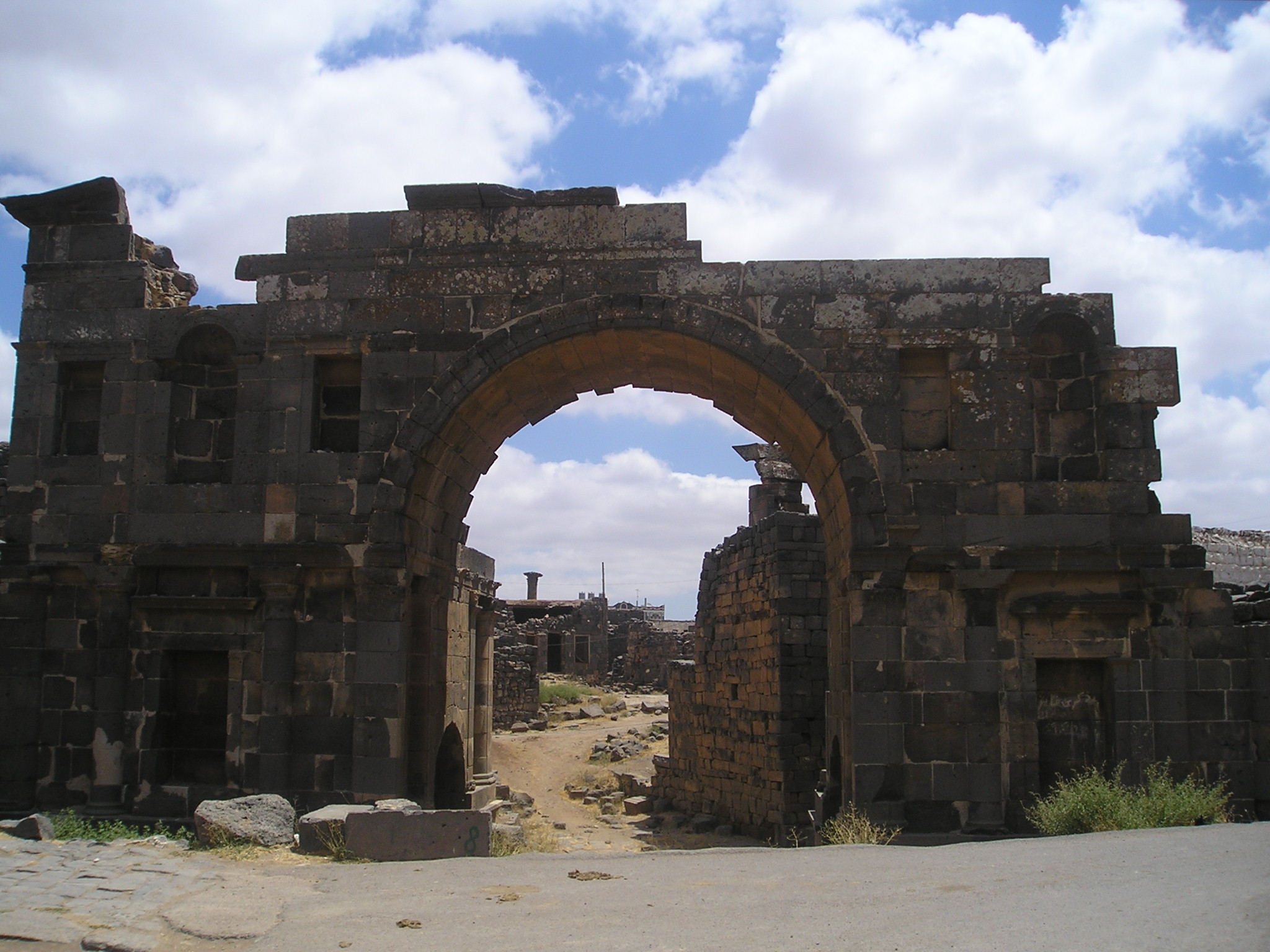
باب الهوى

باب الهوى هي البوابة الغربية لمدينة بصرى الشام الأثرية في سوريا
ويعود تاريخ بنائه إلى القرن الثاني بعد الميلاد، ويتألف من عقدين متداخلين ويستندان إلى ركائز مزينة بمحاريب. ويبلغ عرض المدخل 5 أمتار، وعرض الواجهة 10 أمتار.